# Železniční trať Vizovice – Valašská Polanka
Železniční trať Vizovice – Valašská Polanka je plánovaná železniční trať spojující dvě provozované železniční tratě na východě České republiky. Podle prvních plánů Baťovy kanceláře vypracovaných v roce 1928 mělo železniční spojení ve Vizovicích navazovat na stávající trať Otrokovice–Zlín–Vizovice a spojovat ji s Púchovem, později byly plány upraveny na propojení s mezitím dokončenou tratí Vsetín–Púchov v Lužné v roce 1937. Následně bylo napojení trati na Slovensko změněno na triangl blíže stanici ve Valašské Polance, umožňující vedení přímých vlaků mezi Zlínem a Vsetínem.

## Označení tratě
Pro stávající trať i pro navržený úsek se někdy používá označení Baťova železnice nebo Baťova dráha, třebaže Baťův návrh byl objemnější než pozdější návrhy a Baťova společnost chtěla touto tratí vstoupit do údolí Senice až v Horní Lidči. V letech 1934–1951 bylo vybudováno drážní těleso v úseku Vizovice–Pozděchov, ale trať nebyla nikdy zprovozněna ani přes opakované snahy o obnovení výstavby.

## Průběh tratě
Podle původních plánů měla od nového vizovického nádraží železnice stoupat údolím říčky Lutoninky podél dnešní silnice I/69. Trať prochází členitým terénem Vizovických vrchů, a proto je drážní těleso tvořeno řadou hlubokých zářezů a až 30 m vysokých náspů. Před obcí Jasenná se trať stáčí východním směrem a obloukem překračuje údolí říčky včetně silnice na Vsetín. Dráha vstupuje do hlubokého zářezu tvořící Přírodní památku Průkopa. V těchto místech je po drážním tělese vedena místní komunikace mezi Jasennou a Ublem. Stoupání trati zde dosahuje až 17,5 ‰. Levotočivým obloukem přechází dráha v Uble do dalšího zářezu, kterým vstupuje do údolí Bratřejovky, a pokračuje ve směru silnice I/49. Zemní práce na úseku mezi Ublem a Pozděchovem byly realizovány po válce. V okolí Pozděchova měly být na trati vybudovány dva tunely, přičemž první a delší (cca. 300 m) z nich měl podcházet vrcholek mezi oběma kostely v Pozděchově. Kvůli výstavbě druhého tunelu (90 m) měla být přeložena silnice I/49 mezi Pozděchovem a Prlovem, jejíž realizace byla započata, avšak její stavba byla opuštěna spolu s výstavbou dráhy. Oběma tunely i mostem mezi nimi měla trať prudce sklesat sklonem až 17,5 ‰ do údolí Pozděchůvky, ketrým došla až k trati na Slovensko. Kvůli značnému výškovému rozdílu obou tratí se původně počítalo, že trať od Pozděchova podejde tu od Vsetína a napojí se v zastávce Lužná u Vsetína. Tento plán však byl přepracován na obousměrné napojení trojúhelníkem při budování druhé koleje od Vsetína. Po tělese zamýšlené trati dnes vede v úseku Vizovice – Valašská Polanka modrá a zelená cyklistická stezka a v úseku Ublo – Valašská Polanka také turistická stezka.

## Historie záměru

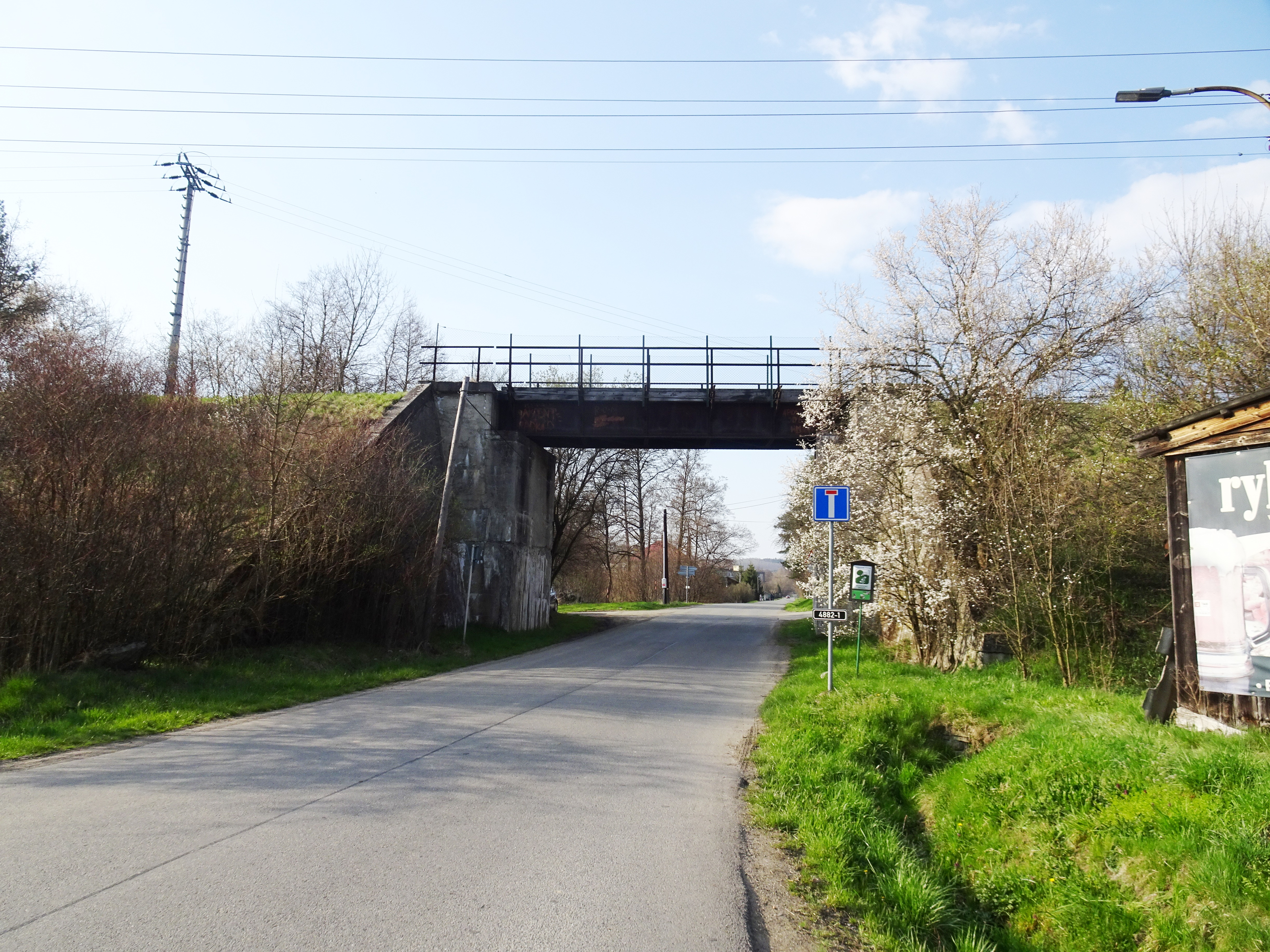
Most rozestavěného úseku přes Chrastěšovskou ulici ve Vizovicích

V brožuře Zlepšení železniční dopravy, vydané roku 1928, průmyslník Baťa navrhl, že pokud by provoz na soukromých drahách Otrokovice – Zlín – Vizovice a Moravské západní dráhy, kde dosud dopravu provozovala státní společnost, byl předán jeho společnosti, z úspor v provozu a soukromých zdrojů by vybudoval 85 kilometrů nových tratí bez státního přispění. Pro napřímení spojení Praha–Púchov navrhoval vybudovat zcela nově tratě Prostějov–Tovačov, Kroměříž–Otrokovice a Vizovice – Horní Lideč. O návrhu se živě diskutovalo, ale neuspěl, a to jak z důvodů rozporu se schválenou československou státní koncepcí, tak i proto, že rozhodující subjekty nepřesvědčil návrh na financování projektu. Baťovy společnosti však skoupily akcie místních drah a roku 1931 Baťova nová společnost OZVD převzala otrokovicko-zlínsko-vizovickou dráhu. V roce 1934 byla bez koncese zahájena stavba tratě Vizovice – Horní Lideč a koncese byla dodatečně udělena v roce 1937 s tím, že stavba měla být dokončena do roku 1942. Válka však výstavbu přerušila. Po znárodnění OZVD v roce 1948 byla stavba zařazena pod názvem Stavba mládeže do dvouletého plánu a následně i do prvního pětiletého, ale 17. února 1951 však byla nedokončená stavba definitivně zastavena.

## Oživení záměru
Po svěření odpovědnosti za dopravu krajům v roce 2000 byl záměr oživen. Na objednávku Zlínského kraje za přispění Českých drah a Státního fondu dopravní infrastruktury zpracovaly firmy Dopravní projektování a SUDOP Brno v roce 2004 studii Rozvoj kolejové dopravy ve Zlínském kraji, jejíž součástí je i studie proveditelnosti prodloužení tratě do Valašské Polanky. V roce 2012 si nechal Zlínský kraj vypracovat společností MORAVIA CONSULT Olomouc Územní studii "Řešení koridoru železnice Vizovice - trať č.280", která z pěti posuzovaných variant doporučuje vedení trati na Valašskou Polanku převážně po tělese vybudovaném v letech 1934–1951. V generelu dopravy Zlínského kraje z roku 2020 je trať stále uváděna jako významný projekt pro rozvoj regionů východně od Zlína.

## Plány a projekty
Kolem roku 2008 se dostal do návrhu zásad územního rozvoje Zlínského kraje, který byl obcím rozeslán k vyjádření. Valašská Polanka návrh vyjádřením svého starosty Josefa Daňka s výhradami k vedení trasy uvítala, obce podél trati však vyjádřily obavy, že ochranné pásmo dráhy příliš naruší rozvoj obcí. Radní Vsetína označili v červenci 2008 návrh za nehospodárný a megalomanský. Krajský radní Josef Slovák řekl, že v návrhu je „troška romantiky, ale málo ekonomiky“, a ve stanovisku Vsetína shledal obavu, že napřímení spojení do Slovenska by snížilo dopravní význam Vsetína a zvýšilo význam Zlína.

## Popis aktuálního návrhu
Železniční trať Vizovice – Valašská Polanka má být podle návrhu dlouhá 17,67 km, v celé své délce má být jednokolejná a elektrifikovaná, s nejvyšší traťovou rychlostí 100 km/h. Podle navrhovaného řešení bude nová trať v maximální míře využívat drážní těleso v úseku Vizovice–Pozděchov vybudované v letech 1934–1951. U Valašské Polanky má být trojúhelníkem napojena do obou směrů stávající trati. U Bratřejova má být 400 metrů dlouhý a 31 metrů vysoký viadukt přes údolí. U Pozděchova má být 910 metrů dlouhý tunel a u Valašské Polanky má být 320 metrů dlouhý tunel. Investiční náklady byly odhadovány na 4,6 mld. Kč.

## Seznam železničních stanic a zastávek
Na této trati bylo navrženo vybudovat 5 zastávek, 2 zastávky s nákladištěm a 1 stanici:
- Vizovice město (zastávka)
- Lutonina (zastávka)
- Jasenná (stanice)
- Ublo (zastávka včetně nákladiště)
- Bratřejov (zastávka)
- Pozděchov (zastávka včetně nákladiště)
- Prlov (zastávka)
- Lužná u Vsetína zastávka (zastávka)

## Provoz na trati
Trať by podle návrhu měla být využívána pro osobní intervalovou dopravu, dálkovou osobní dopravu i nákladní dopravu, zejména kontejnerovou ze Želechovic na Slovensko.